# Torre Coblanca
La Torre Coblanca es un rascacielos de 30 plantas ubicado en Benidorm (Alicante), de 94 metros. Esta torre tiene relevancia histórica ya que está considerada como el primer rascacielos de la ciudad. Se construyó entre el año 1963 y 1966 dentro de la nueva tipología de apartamentos frente al mar que se levantarán en el municipio, cambiando por completo su fisionomía y dando lugar a un nuevo estilo de ciudad.
Es un edificio de 30 alturas que se levanta al comienzo de la Playa de Poniente, siendo la primera construcción de gran altura proyectada en la ciudad.
Su arquitecto, Juan Guardiola Gaya, proyectó este edificio como ejemplo de la arquitectura moderna y turística que se empezaba a desarrollar en los años del boom turístico español de los años 1960. En cuanto a recursos expresivos, se observa que se han utilizado con gran eficacia tanto la contundente geometría de la pieza como la estrategia de marcar horizontales con unos antepechos que se van superponiendo reiteradamente.
Su estructura está fabricada en hormigón armado, emerge sobre un cuerpo basamental estructurado en dos niveles donde se localizan los accesos y locales comerciales. En las plantas de piso, cuatro viviendas por altura (de mayor superficie las extremas) se sirven de un único núcleo vertical de comunicaciones dotado de cuatro ascensores situado en la parte trasera. La fachada principal presenta una imagen uniforme donde aparecen terrazas con orientación hacia el mar, mientras el poniente decide una parte posterior más cerrada, definida en los laterales por pequeños huecos y en el centro por una alta columna de rejilla. 